# Карана
Карана (англ. karana) — малагасійска назва нащадків вихідців з Індії та Пакистану, які живуть в містах на північному заході Мадагаскару. Третя за чисельністю (після французів і коморців) група іноземців на острові, чисельність 17 тис. осіб. Займаються комерцією. Не асимілюються. Сповідують іслам, буддизм і юдаїзм.